# 仲町貞子
仲町 貞子（なかまち さだこ、1894年3月22日 - 1966年6月16日）は、日本の作家。本名、柴田オキツ。

## 略歴
長崎県南高来郡大三東村（後の有明町、現在の島原市）に生まれる。1907年長崎県立長崎高等女学校に入学し、三宅古城に和歌を学ぶ。卒業後すぐに結婚してしばらく京都に住んだ後、別府に移住。1925年詩人の北川冬彦と知り合い、東京へ出奔する。1929年『詩神』に「託児所風景」を発表して新進女流作家として注目される。1931年『磁場』創刊に参加し、宮本のりの筆名で「鎌」を発表する。翌年、『麵麭』創刊に参加し、筆名を仲町貞子とする。1936年小説『梅の花』を出版。その間北川と別れ、文芸評論家の井上良雄と結婚。1939年随筆『蓼の花』を出版する。しかし、1940年長男の死をきっかけに断筆する。1966年白血病により72歳で死去。墓所は多磨霊園。
永瀬清子や井上多喜三郎などによれば、「正直で素直、まるで童女のように純真であり、加えて母性のもつ懐の深いおおらかさとユーモアも同居していた」という。

## 著書
- 『梅の花』砂子屋書房、1936年
- 『蓼の花』砂子屋書房、1937年

## 関連図書
- 田中俊広編『感性の絵巻・仲町貞子』長崎新聞社、2004年　ISBN 978-4931493490